# Charlott Schaffrath
Charlott Schaffrath (* 26. Dezember 2005 in Memmingen) ist eine deutsche Eishockeyspielerin, die derzeit beim ECDC Memmingen unter Vertrag steht. 
Schaffrath begann als Fünfjährige mit dem Eishockey. Mit 12 Jahren feierte sie ihr Debüt in der U16-Mädchen-Nationalmannschaft. 2020 nahm sie an den Olympischen Jugend-Winterspielen in Lausanne teil. Seit 2020 spielt Schaffrath in der Frauenbundesliga für den ECDC Memmingen.
Schaffrath absolvierte eine Ausbildung zur Bürokauffrau.